# 泉賢祐
泉 賢祐（いずみ けんすけ）は、日本のソーシャルワーカー、社会福祉学者。保健医療経営大学保健医療経営学部学部長、教授であり、同大学を運営する学校法人ありあけ国際学園の理事、社会福祉法人慈久福祉会の理事長、社会福祉法人平和の聖母の評議員である。また、みやま市自殺対策計画策定委員会委員長、福岡女子短期大学非常勤講師、あさくら看護学校非常勤講師、聖マリア学院大学非常勤講師も務める。福岡女子短期大学とあさくら看護学校の非常勤においては、実務家教員としてのみ記載され、常勤の大学教員であることには一切触れられていない。社会福祉士、介護支援専門員、社会福祉主事、社会教育主事、児童福祉司、身体障害者福祉司、知的障害者福祉司、および児童指導員の資格を持つ。
福岡県出身。
専門は、社会福祉学、治療同意能力支援の社会的現状と支援方法及び制度の構築に関する研究である。

## 略歴
- 福岡県立田川東高等学校（現・福岡県立東鷹高等学校）卒業。西九州大学家政学部社会福祉学科卒業。同大学院健康福祉学研究科修士課程修了。修士（健康福祉学）。
- 児童相談所、知的障害者更生施設、在宅介護支援センター、民間病院医療ソーシャルワーカー、福祉専門学校講師等を経て、
- 2008年4月より、保健医療経営大学保健医療経営学部准教授として着任。
- 2019年7月現在、保健医療経営大学保健医療経営学部教授・学部長。なお保健医療経営大学は、2019年5月11日の理事会において、2020年度より募集停止、2023年3月に閉校（予定）が決定された[11][12]。

## 専門（研究・活動内容等）

### 研究分野
- 社会福祉学

### 主な業績
- 介護保険制度の推移について－現状と課題－、2011年1月、保健医療経営大学紀要第1号[13]
- 福岡県の社会福祉の課題について－全体的視点から－」、2012年3月、保健医療経営大学紀要第4号[14]
- ケアマネジメントに関連するケアプラン概念の整理とケアプラン作成における課題（ニーズ）の焦点性についての一考察、2013年3月、保健医療経営大学紀要第5号[15]
- 高齢者の住環境の類型についての一考察、2014年3月、保健医療経営大学紀要第6号[16]
- 地域経営と社会福祉士の役割についての一考察、2015年3月、保健医療経営大学紀要第7号[17]
- 地域生活を支えるソーシャル・ワークのアセスメントに関する一考察、2016年3月、保健医療経営大学紀要第8号[18]
- 「医療同意能力への支援」に関する現状の把握と支援方法の考察―概念整理― 、2017年3月、保健医療経営大学紀要第9号[19]
- 障害者支援施設における意思決定能力支援に関する研究（その１）、2018年3月、保健医療経営大学紀要第10号[20]
- 医療同意能力支援の現状と課題－医療及び介護福祉施設における治療同意能力支援に関する調査の概要－、2019年3月、保健医療経営大学紀要第11号[21]
- 障害者支援施設における意思決定能力支援に関する研究（その２）、2020年3月、保健医療経営大学紀要第12号[22]

### 外部資金
- 過去5年間の保健医療経営大学の代表研究費ランキングでは2位を占める[23]。

## 所属学会
- 日本社会福祉学会
- 日本地域福祉学会
- 日本ケアマネジメント学会
- 日本社会医療学会
- 日本時間学会
- 日本医療・病院管理学会